# Acacia meeboldii
Acacia meeboldii é uma espécie de leguminosa do gênero Acacia, pertencente à família Fabaceae.